# Clive Weed
Clive Weed (1884-1936) fue un dibujante estadounidense.

## Biografía
Nació el 29 de septiembre de 1884 en Kent, en el estado de Nueva York. Estuvo casado con la también artista Helen Torr, que más adelante contrajo matrimonio con Arthur Dove. Weed, que colaboró con sus ilustraciones en revistas como Liberator y Judge, falleció el 27 de diciembre de 1936 en Nueva York.